# Cacateel, Salto de Agua
Cacateel är en ort i Mexiko.   Den ligger i kommunen Salto de Agua och delstaten Chiapas, i den sydöstra delen av landet, 800 km öster om huvudstaden Mexico City. Cacateel ligger 380 meter över havet och antalet invånare är 112.
Terrängen runt Cacateel är bergig. Runt Cacateel är det ganska tätbefolkat, med 54 invånare per kvadratkilometer. Närmaste större samhälle är Río Jordán, 2,5 km norr om Cacateel. I omgivningarna runt Cacateel växer i huvudsak städsegrön lövskog.